# Kukačka vousatá
Kukačka vousatá (Hierococcyx vagans) je druh kukačky z rodu Hierococcyx, která se vyskytuje v ostrovní části jihovýchodní Asie, v Přední Indii a na Malajském poloostrově.

## Systematika
Kukačku černou formálně popsal v roce 1845 německý přírodovědec Salomon Müller pod názvem Cuculus vagans. Jedná se o monotypický taxon. Podle mitochondriální analýzy je kukačka vousatá bazálním zástupcem celého rodu Hierococcyx, tzn. představuje sesterskou skupinu ke všem ostatním zástupcům tohoto rodu.

## Výskyt
Areál rozšíření druhu zahrnuje nížinaté oblasti Sundalandu včetně jižního Myanmaru, thajskou část Malajského poloostrova, jižn Laos, Singapur, Brunej, Borneo a Sumatru. Habitat druhu utváří stálezelené lesy, lesní okraje i sekundární lesy. V oblibě má hlavně kopcovité zalesněné nížinatí svahy, alluviální a bambusové lesy. Vyskytuje se do 900 m n. m.

## Popis
Jedná se o menší druh kukačky s délkou těla kolem 26 cm. Je poměrně štíhlá, ocas je dlouhý. Zobák je jen krátký, špičatý, zahnutý mírně dolů. U báze je nazelenalý, spodní čelist je žlutozelená, ta horní černá. Duhovky jsou hnědé až šedé, oční kroužek sytě žlutý. Nohy jsou žlutooranžové. Samec i samice si jsou velmi podobní. Korunka a šíje jsou šedé, ušní otvory bílé. Rozpoznávacím znakem druhu, který dal kukačce její české i anglické druhové jméno, je černý, dolů se stáčející „knírek“ mezi zobákem a očima. Svrchní strana těla je jinak šedohnědá, křídla mají příměs bledě hnědé. Spodina od hrdla po břicho je špinavě bílá s tmavým podélným nepravidelným čárkováním. Ocas je šedý s širokými příčnými černými pruhy a bílým zakončením.

## Biologie
Živí se hmyzem (housenky, kobylky), nepohrdne ani ovocem. Hlasový projev kukačky zahrnuje dvouslabičné „ču-ču“, které opakuje každé dvě vteřiny. Ozývá se i jemným pískáním „peu peu“.

### Hnízdění
Jedná se o parazitický druh kukačky (ne všechny druhy kukaček jsou parazitické). K hostům patří stromovníček lejskovitý (Philentoma pyrhoptera), lejskovec rajský (Terpsiphone paradisi) a timálie rezavoboká (Malacocincla abbotti).

## Ohrožení a početnost
Mezinárodní svaz ochrany přírody (IUCN) považuje kukačku vousatou za téměř ohrožený druh. Populace druhu má sestupnou tendenci následkem rapidního úbytku přirozeného biotopu. Populace nicméně patrně neubývá drasticky rychle, protože kukačka vousatá je do jisté míry tolerantní degradovaným habitatům i horským lesům, které nejsou tolik v ohrožení jako lesy nížinatých oblastí.